# Miloš Mićović
Miloš Mićović (ur. 16 marca 1988 w Belgradzie) – serbski model i piosenkarz.
W 2007 roku rozpoczął swoją karierę jako model. Miał okazję współpracować z największymi firmami w Serbii, takimi jak Diesel, Buggatti, Pal Zileri, Coca-Cola, Frateli, Avon, Banca Intesa, FTV Michael Adam, Martini Vesto, Replay, Cosmopolitan, Energie, Fashion Company, Upim, Lacoste, Sergio Tacchini, plażowe Pompea, Delta Sport, Ušće Shopping Centre, bank Erste, piwo Nikšićko, Bambi, "Rajfajzen banka" i "Montenapoleone". Uczestniczył we wszystkich głównych serbskich pokazach mody, takich jak "Fashion week-a" (Moda tygodnia) agencji mody Click (Kliknij) i "Fashion selection-a" agencji mody Select (Wybierz).
Pracował dla firmy ERSTE, Barbosa i Bon Bon. Zdobył nagrody, takie jak Bazartete, przyznawane przez magazyn "Bazar", najbardziej uznanych modeli 23. Beogradskog Backs Fashion Week-a (2008), Mister Serbii 2011, zajął 7. miejsce Top 10 w globalnych wyborach Mister Universe Model 2011 i zdobył tytuł Mister Universe model ELEGANT 2011.
W 2012 r. Mićović zajął się muzyką. Jego pierwszy singiel "Pusti da te volim" (Pozwól mi cię kochać) został nagrany w 2012 roku, a drugi "Muško sam" (Jestem człowiekiem) w grudniu tego samego roku.